# 이탈리아족
이탈리아족(Italic peoples)은 이탈리아어파 언어를 사용한 것으로 확인된 인도유럽 민족언어학 집단이다.
이탈리아족은 기원전 2천년기에 이탈리아로 이주한 인도유럽인들의 후예들이다. 라틴족은 이탈리아족들 사이에서 우위적 지위에 이르렀고, 고대 로마 문명을 세웠다. 이 발전 과정에서, 다른 이탈리아족들은 로마화라 알려진 과정 중에 라틴족의 언어와 문화를 받아들였다. 이 과정은 결국엔 유럽의 특정 지역으로 확장되기에 이르렀다. 이런 결과로 인해 생긴 인종 집단은 로망스족이라 알려져 있다.

## 분류

철기 시대 이탈리아의 민족언어 집단.

이탈리아족은 인도유럽어의 계통 중 하나를 형성한 이탈리아어파 언어를 사용했다고 확인된 민족언어학 집단이다.
전문적인 언어학 문헌 밖에선, 이 용어는 인도유럽어를 사용하지 않았던 에트루리아인과 라이티인같이 로마 이전의 민족들을 포함한, 모든 이탈리아의 고대 민족들을 묘사하는 데 사용되기도 한다. 이런 분류법은 언어학에서는 부적절하지만, 고대 및 오늘날 역사학에선 흔하게 사용된다.

## 역사

### 동기 시대
금속가공술이 등장했던 동기 시대 기간에, 인도유럽인들이 몇 차례 이주 물결에 걸쳐서 이탈리아로 이주했다고 여겨진다. 북부 이탈리아의 리날도네 문화와 레메델로 문화, 남부 이탈리아의 가우도 문화가 이 이주와 관련되어 있다. 이 문화들은 전사 귀족계층들이 주도했고 침투적이었다고 여겨진다. 이들의 인도유럽인적 성격은 무덤 내의 무기 존재, 이 시기 이탈리아에서 말의 출현, 중부 유럽의 문화들과 물질적 유사성에서 제시된다.

### 초기 및 중기 청동기 시대

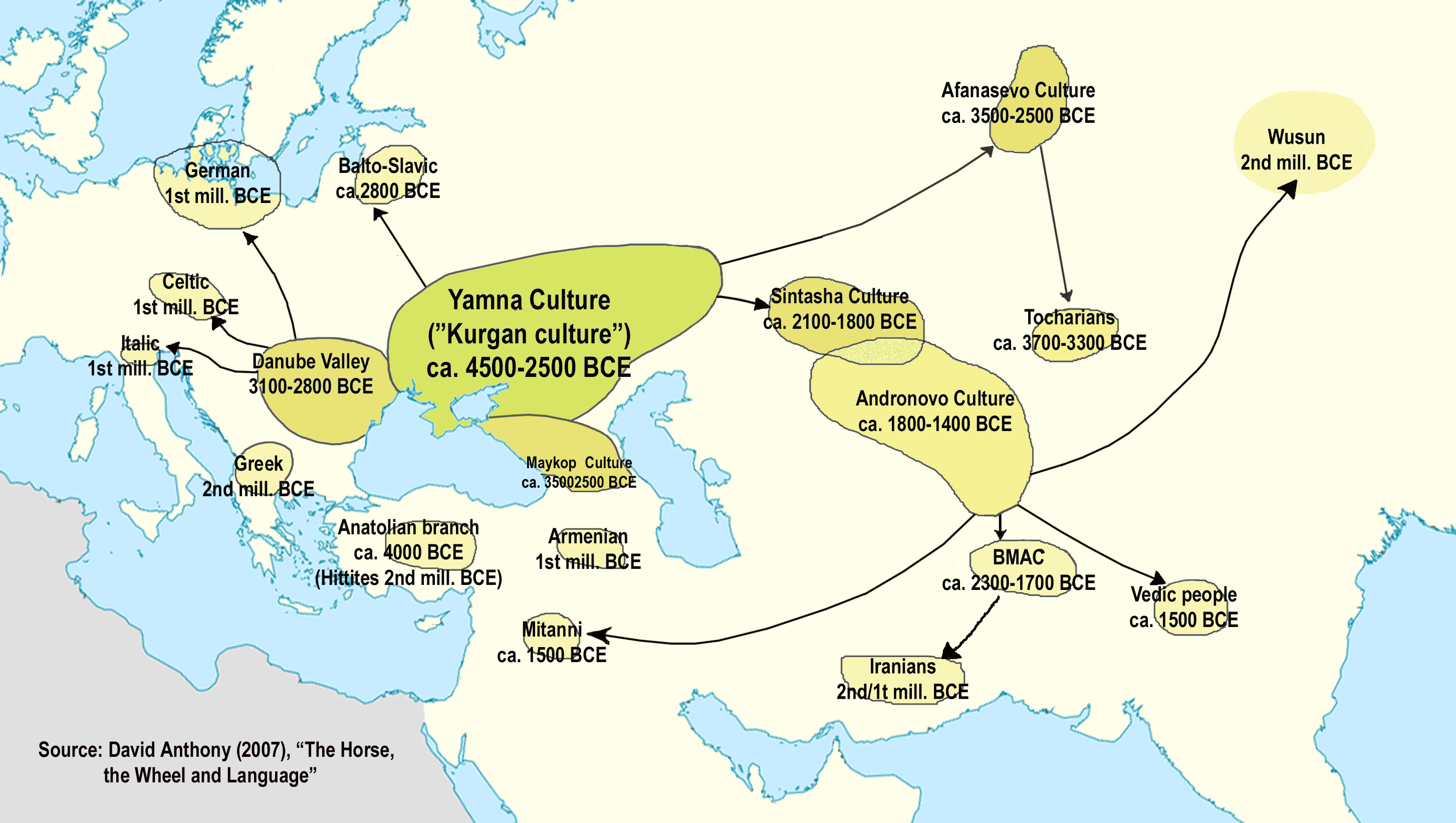
인도유럽인의 이주. 출처: David Anthony (2007). The Horse, The Wheel and Language

데이비드 W. 앤서니에 의하면, 기원전 3100–3000년 사이에, 얌나야 문화으로부터 인도유럽인의 대규모 이주가 다뉴브 유역으로 이뤄졌다고 한다. 수 천 개의 쿠르간들이 이 사건을 증명한다. 이 이주가 아마 원시 인도유럽어에서 이탈리아조어, 켈트조어, 게르만조어 등을 분파시켰을 것이다. 이 시기쯤에 아나톨리아인들과 토하라인들은 이미 다른 인도유럽인들에게서 분리되었다. 수명(Hydronym, 水名) 증거는 원시 게르만인들의 본거지가 중부 독일이었음을 시사하는데, 이곳은 이탈리아조어와 켈트조어의 본거지와 매우 근접했을 것이다. 이론적 원구 형태인 "이탈리아-켈트인"의 기원은 오늘날의 동부 헝가리에서 발견됐으며, 기원전 3100년경에 얌나야 문화에서 정착했다. 이 가설은 이탈리아어가 켈트어와 게르만어 등과 다수의 등어선과 어휘적인 면들을 공유했다는 의견에서 어느 정도 지지를 받으며, 이 중 일부는 일부는 청동기 시대에서 기인한 것으로 보인다. 특히, 베이즈 추론을 계통학에 사용한 러셀 그레이 (Russell Gray)와 퀜틴 앳킨슨 (Quentin Atkinson) 등은 이탈리아조어 화자들이 지금으로부터 5,500년전, 즉 거의 청동기 시대가 시작할 때쯤에 게르만조어에서 분리되었다고 주장했다. 이 주장은 게르만어파가 켈트어파보다 이탈리아어파와 더 많은 어휘들을 공유한다는 사실에서 한층 더 입증되었다.
기원전 3천년대 말에서 기원전 2천년대 초까지, 이베리아반도에서 온 부족들은 비커 문화와 청동기 주조법을 포강 유역, 토스카나, 사르데냐와 시칠리아 해안에 들여왔다. 비커 문화인들은 헝가리에서 오스트리아와 바이에른으로 얌나야 방언들을 전한 연결고리일 수도 있다. 이 억양들은 그때부터 켈트조어로 발전했을 것이다. 인도유럽인의 이탈리아 도착은 일부 문헌에서는 비커 문화인들이 도달한 것이라고 한다. 이탈리아족의 동중유럽에서 알프스산맥을 횡단한 이주는 기원전 1800년경에 발행했다고 여겨진다.
기원전 2천년경 중반에, 테라마레 문화가 포강 유역에서 발달했다. 테라마레 문화는 정착지 언덕의 검정 토양의 유기물 (terra marna)에서 이름이 유래했으며, 오랫동안 지역 농부들의 비료 요구를 충족시켜 왔다. 테라마레 문화인들은 여전히 사냥꾼들이었지만, 가축을 지니고 있었다. 이들은 돌과 점토로 청동을 주조해내는, 꽤나 능숙한 야금술 장인들이자, 콩, 덩굴 식물, 밀, 아마를 경작해내는 농사꾼들이기도 했다. 라틴-팔리스크인들이 이 문화권과 연관지어지며, 특히 고고학자 루이지 피고리니가 이 학설을 주장한다.

### 후기 청동기 시대

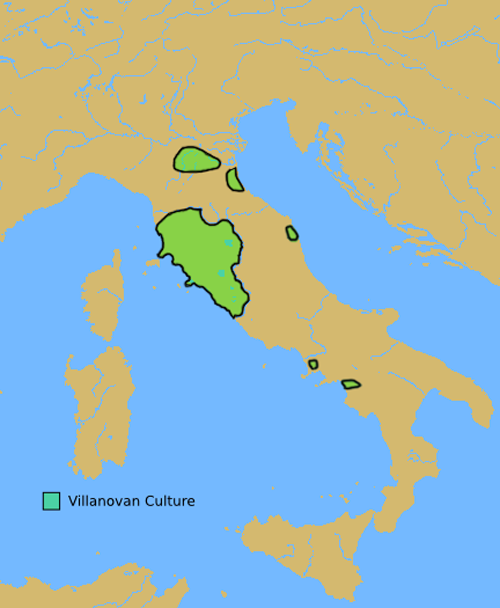
기원전 900년 때 빌라노바 문화

언필드 문화가 헝가리에 있던 "이탈리아-켈트족" 부족들 가운데 원시 이탈리아족들을 이탈리아로 이끌었을지도 모른다. 이 부족들은 기원전 제2천년기 후기에 원시 빌라노바 문화를 거쳐, 동쪽에서 이탈리아로 침투했을 것으로 생각된다. 이들은 이후에 아펜니노산맥을 건너 라티움을 포함한 중부 이탈리아에 정착했다. 기원전 1000년기 이전에, 몇몇 이탈리아족들은 아마 이탈리아에 들어왔을 것이다. 이들은 다양한 집단으로 나뉘었고 서서히 중부 이탈리아와 남부 이탈리아에 자리잡았다. 이 시기는 바다 민족의 출현과 후기 청동기 시대의 붕괴를 포함한, 지중해의 만연한 대변동이 특징이었다.
원시 빌라노바 문화는 이탈리아 반도를 장악했고 이전의 아펜니노 문명을 대체했다. 원시 빌라노바 문화인들은 화장을 치렀고 죽은 자들의 유해를 독특한 이중 원추 모양의 토기 단지에 매장했다. 흔히 말하길, 원시 빌라노바 문화의 정착지들이 베네토에서 시칠리아 동부에 이르는 이탈리아반도 전역에 세워졌으며, 이탈리아 중부와 북부에 다수가 있다. 발굴된 주요한 정착지들에는 베네토 지역의 프라테시나 (Frattesina), 에밀리아로마냐 지역의 비스만토바, 로마 북부의 몬티델라톨파 인근이 있다. 라틴-팔리스크족이며, 오스크-움브리아인일 수도 있는 베네티인들이 이 문화와 연관되어 있다.
기원전 13세기에, 오늘날 스위스, 동부 프랑스, 남서부 독일 지역에서 이주해온 원시 켈트인 (레오폰티인들의 선조들로 추정) (RSFO 언필드 집단)들이  북부 이탈리아 (롬바르디아 및 동부 피에몬테)에 진입했고, 카네그라테 문화를 형성했으며, 이들은 얼마 안 있어 토착민들인 리구리아인들을 합병하여 골라세카 문화를 만들어냈다.

### 철기 시대

기원전 400년의 이탈리아 민족 집단 (오늘날의 경계에 한정됨).

철기 시대 초에, 철 가공술 도입과 독특한 토기에 유해를 매장하는 방식을 결합한 화장 풍습이 특징이었던 알프스 오스트리아의 켈트족계 할슈타트 문화와 밀접하게 연관된, 상대적으로 현대적이던 원시 빌라노바 문화 (기원전 1200-900년)는 분열과 지역화의 과정을 보여준다. 토스카나 지역과, 에밀리아로마냐의 일부, 라티움, 캄파니아에선, 원시 빌라노바 문화가 빌라노바 문화로 이어졌다. 빌라노바 문화의 가장 초기 흔적은 기원전 900년경으로 거슬러 올라간다.
테베레강 남쪽 지역 (Latium Vetus)에선, 라틴족의 라티알 문화가 발생한 한편, 이탈리아반도 북동쪽에 베네티족의 에스테 문화가 생겼다. 대략적으로 같은 시기에, 이탈리아 중부 (오늘날 움브리아와 사비나 지역)에 있는 본거지에서, 오스키족-움브리족들이 남부 라티움, 몰리세, 이탈리아반도 남부 전체의 절반에 식민지 전파를 의례화시킨, 베르 사크룸의 과정을 거쳐 여러 방향으로 이주하기 시작했고, 오피키족 및 오에노트리아족 같은 이전의 민족들을 대체했다. 이 이동은 켈트계 할슈타트와 라텐 문화와 강한 유사성을 지녔던 테르니 문화의 출현과 일치한다. 기원전 1천년의 것인 테르니의 움브리족 네크로폴리스는 골라세카 문화의 켈트적인 네크로폴리스와 모든 면에서 동일하다.

### 고대 시대
기원전 1천년 중반쯤에, 로마의 라틴족들이 힘과 영향력을 기르고 있었다. 이 성장은 고대 로마 문명의 설립으로 이어졌다. 비이탈리아족 및 에트루리아인들과 맞서 싸우기 위해, 몇몇 이탈리아 부족들은 라틴 동맹을 결성했다. 라틴족들이 에트루리아 지배에서 벗어난 후, 라틴족들은 이탈리아 부족들 사이에서 지배적 위치를 차지했다. 여러 이탈리아족들 간의 잦은 분쟁들이 이어졌다. 이 분쟁들이 잘 기록된 것이 라틴족과 삼니움족 간의 전쟁이었다.
라틴족들은 마침내 이탈리아족들을 통합해내는 데 성공한다. 많은 비 라틴족 및 이탈리아족들은 라틴족의 문화를 받아들였고 로마 시민권을 얻었다. 이 시기 동안에 이탈리아족 식민지들이 이탈리아 전역에 세워졌고, 비이탈리아족들도 결국엔 로마화라 알려진 과정에서 라틴족의 언어와 문화를 받아들였다. 기원전 1세기 초에, 몇몇 부족들, 특히 마르시족 및 삼니움족들은 로마의 지배에 맞서 반란을 일으켰다. 이 분쟁은 동맹시 전쟁이라 불린다. 로마의 승리가 확실해진 뒤, 포강 유역의 켈트족들을 제회한, 이탈리아의 모든 민족들이 로마 시민권을 부여받았다.

## 유전학
2019년 11월 《사이언스》에서 발표된, 한 유전학 연구에서 기원전 900년과 기원전 200년 사이 로마 인근에 매장됐던 라틴족의 남성 시신 여섯 구에 대한 연구를 실시했다. 이 시신들은 부계쪽 하플로그룹으로 R-M269, T-L208, R-311, R-PF7589, R-P312이 있었고 (샘플 2개), 모계쪽 하플로그룹에는 H1aj1a, T2c1f, H2a, U4a1a, H11a, H10이 있었다. 이전에 존재했던 원시 빌라노바 문화의 한 여성의 시신에서는 모계쪽 하플로그룹 U5a2b이 있었다. 이 검사된 유해들은 대략 25-35%의 스텝 혈통이 존재함에 따라, 이전에 이탈리아에 있던 집단과 구분되었다. 전반적으로, 라틴족, 에트루리아인, 그 이전에 존재했던 원시 빌라노바 집단 간의 유전학적 구별은 눈에 띌 만큼은 아닌 것으로 밝혀졌다.

## 같이 보기
- 고대 이탈리아족 목록
- 로망스어권
- 로마 제국의 유산
- 범라틴주의

## 참고 서적
- 앤서니, 데이비드 (2007). 《The Horse, the Wheel, and Language: How Bronze-Age Riders from the Eurasian Steppes Shaped the Modern World》. Princeton University Press. ISBN 978-0-691-05887-0.
- Antonio, Margaret L.;  외. (2019년 11월 8일). “Ancient Rome: A genetic crossroads of Europe and the Mediterranean”. 《사이언스》 (American Association for the Advancement of Science) 366 (6466): 708–714. Bibcode:2019Sci...366..708A. doi:10.1126/science.aay6826. PMC 7093155. PMID 31699931.
- Cole, Jeffrey (2011). 《Ethnic Groups of Europe: An Encyclopedia》. ABC-CLIO. ISBN 978-1598843026.
- Devoto, Giacomo; Buti, Gianna G. (1974). 《Preistoria e storia delle regioni d'Italia》. Florence: Sansoni.
- Devoto, Giacomo (1951). 《Gli antichi Italici》. Florence: Vallechi.
- GP (2001). 《MultiCultural Review: Dedicated to a Better Understanding of Ethnic, Racial, and Religious Diversity, Volume 10》. GP Subscription Publications. ISBN 0823997006.
- Mallory, J. P. (1997). 《Encyclopedia of Indo-European Culture》. 더글러스 Q. 애덤스. ISBN 1884964982. 2013년 3월 23일에 확인함.
- Minahan, James (2000). 《One Europe, Many Nations: A Historical Dictionary of European National Groups》. Greenwood Publishing Group. ISBN 0313309841.
- Moscati, Sabatino (1998). 《Così nacque l'Italia: profili di popoli riscoperti》. Turin: Società Editrice Internazionale.
- Pigorini, Luigi (1910). 《Gli abitanti primitivi dell'Italia》. Rome: Bertero.
- Pop, Ioan-Aurel (1996). 《Romanians and Hungarians from the 9th to the 14th century》. Romanian Cultural Foundation. ISBN 0880334401.
- Pop, Ioan-Aurel (1999). 《Romanians and Romania: A Brief History》. East European Monographs. ISBN 9735770377.
- Treptow, Kurt W. (1996). 《A History of Romania》. East European Monographs. ISBN 0880333456.
- Villar, Francisco (1997). 《Gli Indoeuropei e le origini dell'Europa》. Bologna: Il Mulino. ISBN 88-15-05708-0.
- Waldman, Carl; Mason, Catherine (2006). 《Encyclopedia of European Peoples》. Infobase Publishing. ISBN 1438129181.

## 추가 서적
- M. Aberson, R. Wachter, «Ombriens, Sabins, Picéniens, peuples sabelliques des Abruzzes : une enquête historique, épigraphique et linguistique », in : Entre archéologie et Histoire : dialogues sur divers peuples de l’Italie préromaine, Bern, etc., 2014, p. 167-201.